# 헤르타 오버호이저
헤르타 오버호이저(독일어: Herta Oberheuser, 1911년 5월 17일~1978년 1월 24일)는 나치 독일의 의사이자 라벤스브뤼크 강제 수용소에서 죄수들에게 의료 잔학 행위를 한 유죄 판결을 받은 전범이다. 홀로코스트에 가담한 죄목으로 뉘른베르크 의사 재판에서 20년형을 선고받았지만, 형기 중 5년만 복역했다. 라벤스브뤼크의 생존자는 오버호이저를 "인간으로 가장한 짐승"이라고 불렀다.

## 생애
쾰른에서 공학 기술자의 딸로 태어났으며 뒤셀도르프에서 성장했다. 1931년 고등학교를 졸업했고 본 대학교에서 의학을 공부했다. 1936년 국가시험에 합격했고 1937년에 의학박사 학위를 받았다.
박사 학위 취득 후 본 생리학 연구소에서 일했으며 피부과 전문의로 진로를 정하여 뒤셀도르프의 의료소에서 수련했다. 1935년 독일소녀동맹에 가입했고 1937년 나치당 당원이 되었다. 이후 국가사회주의자매협회, 국가사회주의독일의사협회, 국가방공동맹에 가입했으며 1940년에 피부과 전문의 면허를 취득했고 같은 해에 뒤셀도르프 보건 당국에서 일했다.
뒤셀도르프 보건 당국에 취직한 해에 "여성 재교육 캠프(Frauen-Umschulungslager)" 의사 모집 공고를 보고 이에 지원했다. 3개월 간 훈련을 받은 후 라벤스브뤼크 강제 수용소에 배치되었으며 1941년부터 1943년까지 발터 존타크와 게르하르트 시틀라우스키 밑에서 일했다. 그 후 호엔리헨 요양소에서 카를 게프하르트의 조수가 되면서 그와 만나게 된다.
오버호이저는 게프하르트를 도와 라벤스브뤼크 강제 수용소에서 폴란드 정치범 74명을 포함한 86명의 여성에 대한 생체실험에 참가했다. 그녀는 이 실험에서 설파제 실험 및 뼈, 근육, 신경 재생과 뼈 이식 등의 실험들을 행하였다.
오버호이저는 오일과 수면제 주사로 아동들을 살해하고 흉골과 장기들을 적출하였다. 주사로 인하여 죽음에 이르는데는 3분에서 5분이 소요되었으며, 대상자는 죽음을 맞는 그 순간까지 의식을 유지한다. 그녀는 상처에 대한 실험을 계획적으로 실시하였는데, 이는 교전중 병사들이 입는 부상에 대한 연구를 위해 실험을 실시했다. 또한 나무나 녹이 슨 못, 유리조각, 먼지나 톱밥 등을 피실험자의 상처에 문질러 결과를 관찰하였다.
오버호이저는 뉘른베르크 의사 재판의 유일한 여성 피고인이었으며 20년 형을 선고받았지만 1952년 모범수로 석방되었다. 석방 후 독일에서 가정의학 병원을 개업했으나 1956년에 라벤스브뤼크 강제 수용소 생존자가 오버호이저를 알아보면서 사회적 지위를 잃었고 1958년 의사 면허를 취소당하였다. 1978년 오스트리아 린츠에서 사망했다.